# ConceptGCC
ConceptGCC jest rozwidleniem kompilatora GNU C++, które implementuje wstępną wersję koncepcji typów, planowaną w nadchodzącym nowym standardzie ISO języka programowania C++, znanego jako C++1x. Jest rozwijane przez zespół prowadzony przez Douglasa Gregora (współautora propozycji na temat koncepcji C++1x (N2081)) w Open Systems Laboratory na Indiana University. ConceptGCC stanowi aktualną implementację wzorcową propozycji. Zarówno propozycja jak i ConceptGCC cały czas się rozwijają i są utrzymywane mniej więcej równolegle. Obecna wersja ConceptGCC jest uważana za wersję alfa i dlatego powinna być traktowana jako wysoce eksperymentalną.
Wersja C++ implementowana przez ConceptGCC jest znana jako ConceptC++. ConceptC++ musi być uważany za eksperymentalne rozszerzenie standardu C++, dopóki propozycja koncepcji nie będzie włączona do końcowej wersji standardu. Plany są takie, aby kod rozszerzeń ConceptGCC włączyć z powrotem do linii głównej GCC gdy tylko standard C++ się ustali. Początkowo jako opcjonalnie włączane rozszerzenie (dla wersji GCC 4.3), a potem już jako część implementacji standardu C++.
Oprócz koncepcji typów, ConceptGCC zawiera także łatki GCC implementujące kilka innych planowanych możliwości C++1x, między innymi:
- Referencje do r-wartości,
- Szablony ze zmienną listą parametrów
- Statyczne asercje
- decltype
- Pętle for oparte na zakresie